# إدارة المعلومات الشخصية
إدارة المعلومات الشخصية هو ممارسة ودراسة أعمال ونشاطات الناس وذلك لاكتساب، تنظيم، محافظة، مراجعة واستخدام أدوات المعلومات الشخصيّة مثل الوثائق (الإلكترونية والورقية)، صفات الوب ورسائلالبريد الإلكتروني للاستخدام اليومي لإكمال المهام (المتعلقة وغير المتعلقة بالعمل) و إكمال الأدوار المتعددة للشخص (كأب، موظف، صديق، عضو من مجتمع ما، إلخ). وبشكل أبسط، فإن إدارة المعلومات الشخصيّة هو فن إنجاز الأعمال في حياتنا عبر المعلومات.
تهتم إدارة المعلومات الشخصيّة بشكل عملي بكيفية تنظيم الناس واحتفاظهم بالمعلومات الشخصية، والطرق التي يمكن أن تساعد الناس بالقيام بذلك. قد يدير الناس معلوماتهم بطرق متنوعة ، ولأسباب متنوعة، ولأنواع عديدة من المعلومات. على سبيل المثال، قد يُدير موظف الديوان الوثائق الورقية في خزانة الإضبارات بوضعهم في مصنفّات وبترتيب أبجدي لأسماء المشاريع، أو قد يُدير الوثائق الإلكترونية بوضعهم في مجلد وبترتيب زمني. قد يجمع الآباء صور أطفالهم وينظموها في ألبوم الصور بمخطط تنظيم زمني، أو قد يربط الصور الإلكترونية بأسماء الأطفال.
إدارة المعلومات الشخصيّة لا تهتم فقط بالطرق المستخدمة في تخزين وحفظ المعلومات ، ولكن أيضاً بكيفية استخراج الناس للمعلومات من المصنفات لإعادة استخدامها. على سبيل المثال، قد يجد عامل الديوان المصنف المطلوب بتذكره لاسم المشروع ثم إيجاد المجلّد المناسب بالبحث عنه حسب الترتيب الأبجدي. في نظام الحاسوب ومع نظام ملفات زمني، قد يحتاج الشخص لتذكّر المجلد الأساسي والذي يكون المستند ضمنه ، ثم التصفح في محتويات المجلد للانتقال للمستند المطلوب. تدعم أنظمة البريد الإلكتروني غالباً طرق إضافية لإيجاد المستندات المطلوبة، مثل حقول البحث (بحث حسب اسم المُرسل ، حسب الموضوع، حسب التاريخ)، وكذلك المواصفات الخاصة بأنواع المستندات، وهي البيانات التي يمكن استخدامها لتصف ذلك المستند ( وتسمى meta-data) وأيضاً مزايا الأنظمة المستخدمة لحفظ وتنظيم المستندات. كل ذلك عبارة عن عوامل تؤثر بكيفية تحقيق المستخدمين لمفهوم إدارة المعلومات الشخصية.
إن دراسة وفهم وممارسة إدارة المعلومات الشخصية يمكن أن يساعدوا الأفراد والمنظمات على العمل بشكل أكثر فاعلية ومهنية، ويمكن أن يساعد الناس على التعامل مع مسألة "زيادة تحميل المعلومات"، ويمكن أن يساعد على استراتيجيات مفيدة في أرشفة و تنظيم و تسهيل الوصول للمعلومات المخزّنة.
هناك ست طرق يمكن للمعلومات عبرها أن تكون شخصية:
1. ممتلَكة من قِبَلي
2. عنِّي
3. موجَّهة لي
4. مُرسَلة / منشورة من قِبَلي
5. مجرَّبة من قِبَلي
6. متعلِّقة بي

أحد أهداف إدارة المعلومات الشخصية هي أن الناس يجب أن يكون لديهم دائماً المعلومات الصحيحة في المكان الصحيح وبالشكل الصحيح وبدقة وكمالية مرضية تطابق احتياجاتهم الحالية. التقنيات والأدوات مثل تطبيقات إدارة المعلومات الشخصية تساعد الناس على إمضاء وقت أقل في الأنشطة التي تتضمن استهلاك للوقت والعرضة للأخطاء (مثل تنظيم المعلومات والبحث عنها). وبالتالي يصبح لديهم رؤية أشمل وأفضل تساعد على استخدام ذكي وإبداعي لوقتهم، أو ببساطة على الاستمتاع بالمعلومات نفسها.

## دراسة
لقد توسع الاهتمام في دراسة إدارة المعلومات الشخصية في السنوات الأخيرة. وأحد أهداف الدراسة هو تحديد طرق لتقديم أدوات دعم جديدة دون زيادة تعقيد التحديات الموجودة في إداة المعلومات الشخصية دون قصد. إن الدراسة تعني فهم أفضل لكيفية إدارة الناس للمعلومات عبر الأدوات المتاحة و كذلك عبر الزمن. وفي الواقع فإن الدراسة وحدها لا تكفي، على سبيل المثال، استخدام البريد الإلكتروني للعزل. من المهم تحديد قيمة أداة جديدة عبر الزمن وضمن سياق أوسع لنشاطات عديدة من إدارة المعلومات الشخصية لشخص ما .
يمكن تنظيم الأبحاث المتعلقة في هذا المجال وفق الأنشطة الثلاث الرئيسية :

### إيجاد / إعادة إيجاد
إن إيجاد وإعادة إيجاد المعلومات يمكن أن يحدث في مساحة تخزين عام (مثل الإنترنت) أو خاصة (مثل الحاسوب الشخصي). إن الأبحاث المتعلقة بإيجاد المعلومات تركز بشكل واسع على إيجاد معلومات عامة وعلى كيفية بحث الناس عن المعلومات واستخدامهم لها ( السلوك البشري للمعلومات). ولإعادة إيجاد المعلومات فإنه يتوجب على الشخص : أ- التذكر ب- الاستدعاء والملاحظة، والتكرار. عملية التذكر صعبة حتى عند استخدام الإشارات المرجعية عبر الإنترنت. الاستدعاء والملاحظة هو ما يحدث بشكل دائم عندما يقوم الناس بالبحث (عبر سطح المكتب) وذلك بكتابة عبارات البحث ثم النظر في قائمة النتائج إلى أن يلاحظوا ما يبحثون عنه. إن عملية بأكملها من تذكر واستدعاء وملاحظة يتم تكرارها في حال كانت المعلومات المطلوبة مؤلفة من أجزاء عديدة.

### الحفظ
عندما يصادف الناس المعلومات فإنها يمكن أن تُنسى بسرعة (مثل نتيجة لعبة) أو أن يحفظوها للاستخدام لاحقاً وفي هذه الحالة نحتاج لاتخاذ قرار يتعلق بكيفية ومكان حفظ المعلومات بحيث يمكن العثور عليها مرة أخرى، وهذه العملية معرضة للخطأ، حيث أن أرشفة ووسم المعلومات هو أمر صعب لأن الناس غالباً ما يفشلون في تذكر المجلدات والوسوم المنشأة سابقاً ويقومون بإنشاء نماذج جديدة مما يؤدي لتشتت المعلومات.

### أنشطة إضافية
الأنشطة الإضافية هي أنشطة استرايجية والتي تأخذ بعين الاعتبار مجموعة المعلومات لشخص ما، وكيفية تنظيمها، و كيفية عمل المنظمة (هل تعمل بشكل جيد أم لا)، وفيما إذا كانت المعلومات آمنة ومنسوخة احتياطياً. عمل فائدة للمعلومات واستخدامها بعد إيجادها هو أيضاً جزء من هذه الأنشطة. عموماً الأشخاص تعمل بجد لتنظيم معلوماتهم، ولكن غالباً ليس لديهم خطة روتينية لأخذ نسخ احتياطية فعالة للمعلومات.

## اقرأ أيضاً
- إدارة المعرفة الشخصية
- إدارة الوقت
- إدارة المعلومات
- منظم شخصي